# Dendrobium sinense
Dendrobium sinense är en orkidéart som beskrevs av Tang och Fa Tsuan Wang. Dendrobium sinense ingår i släktet Dendrobium, och familjen orkidéer. IUCN kategoriserar arten globalt som starkt hotad.
Artens utbredningsområde är Hainan (Kina). Inga underarter finns listade i Catalogue of Life.